# Tip-Toes (comédie musicale)
Pour les articles homonymes, voir Tip Toes.
Tip-Toes est une comédie musicale américaine, créée à Broadway en 1925.

## Argument
À Palm Beach (Floride), Rollo Metcalf accueille « les trois Kaye » ('Tip-Toes', Hen et Al), acteurs de vaudeville. Il reconnaît en 'Tip-Toes' un de ses anciens flirts, avec qui il avait rompu lorsque sa femme Sylvia découvrit leur liaison. Le trio d'acteurs a été engagé pour un spectacle en l'honneur du frère de Sylvia, le millionnaire Steve Burton. Bientôt, celui-ci tombe amoureux de 'Tip-Toes' et réciproquement, ce qui ravive la jalousie de Sylvia...

## Fiche technique
- Titre original : Tip-Toes
- Titre français : idem
- Livret : Guy Bolton et Fred Thompson
- Lyrics : Ira Gershwin
- Musique : George Gershwin
- Mise en scène : John Harwood
- Chorégraphie : Sammy Lee et Earl Lindsay (danses additionnelles)
- Direction musicale : William Daly
- Décors : John Wenger
- Costumes : Kiviette
- Producteurs : Alex A. Aarons et Vinton Freedley
- Nombre de représentations : 192
- Date de la première : 28 décembre 1925
- Date de la dernière : 12 juin 1926
- Lieu (ensemble des représentations) : Liberty Theatre (en), Broadway

## Distribution originale
- Queenie Smith :  'Tip-Toes' Kaye
- Harry Watson : Hen Kaye
- Andrew Tombes : Al Kaye
- Allen Kearns : Steve Burton
- Robert Halliday : Rollo Metcalf
- Jeanette MacDonald : Sylvia Metcalf
- Seldon Bennett : Détective Kane
- Lovey Lee : Denise Marshall
- Gertrude McDonald : Binnie Oakland
- Amy Revere : Peggy Schuyler

## Numéros musicaux
| Acte I - Waiting for the Train (ensemble) - Nice Baby (Rollo, Sylvia, ensemble) - Looking for a Boy ('Tip-Toes') - Lady Luck (ensemble) - When Do We Dance ? (Steve, Binnie, Denise, ensemble) - These Charming People (les Trois Kaye) - That Certain Feeling ('Tip-Toes', Steve) - Sweet and Low Down (Al, Binnie, Denise, Peggy, ensemble) | Acte II - Our Little Captain ('Tip-Toes', ensemble masculin) - Looking for a Boy (reprise) ('Tip-Toes', Steve) - It's a Great Little World (Steve, Sylvia, Al, Binnie, Denise, ensemble) - Nighty-Night ('Tip-Toes', Steve) - Tip-Toes ('Tip-Toes', ensemble) |

## Reprise
Spectacle repris à Londres (Angleterre) à partir de fin août 1926, avec une distribution différente (excepté Allen Kearns reprenant son rôle), dont Dorothy Dickson dans le rôle-titre, pour 182 représentations (au Winter Garden Theatre).

## Adaptation au cinéma
- 1927 : Tip Toes (ou Tiptoes), film muet britannique d'Herbert Wilcox, avec Dorothy Gish (Tip Toes), Will Rogers (Hen), Miles Mander (Rollo) (libre adaptation, avec une action transposée à Londres).